# Sinustakykardi
Sinustakykardi är ett medicinskt observandum, som innebär att hjärtat slår för snabbt (takykardi) men med bevarad sinusrytm.
Ett normalt hjärta har sinusrytm, det vill säga att det slår i viss takt och att hjärtats elektriska impulser skapar vissa återkommande kurvor som kan ses vid EKG. Normal sinusrytm ska i normalfallet inte ge högre hjärtfrekvens i vila än 100 slag per minut för vuxna, medan barn kan ha högre normalpuls. När sinuskurvorna är normala, men hjärthastigheten för snabb, kallas tillståndet sinustakykardi. Sinustakykardi för vuxna har 100-150 slag per minut, och hjärtslagen bör kännas starka vid pulsmätning. Vid sinustakykardi är det vanligt med palpitationer, hyperhidros, yrsel och trötthet.
Sinustakykardi kan ha psykiska orsaker, till exempel stress, upphetsning eller ångest, och beror då på att hjärthastigheten blir högre genom ett påslag av autonoma nervsystemet, i synnerhet genom adrenalin. Det kan också bero på chock, och uppkomma för att kompensera för, eller undvika, blodtrycksfall. Det är ett vanligt tecken vid smärta, feber, anemi, giftstruma, hypoxi, och efter att ha tagit stimulantia såsom nikotin eller koffein. Sinustakykardi uppkommer också normalt under fysisk träning. Dock kan det samtidigt vara ett tecken på hjärtsvikt, och bör därför undersökas av läkare.